# Tkalnia (województwo pomorskie)
Tkalnia (dodatkowa nazwa w j. kaszub. Tkalniô) – osada w Polsce położona w województwie pomorskim, w powiecie kościerskim, w gminie Dziemiany
Tkalnia to kaszubska osada śródleśna na południowych obrzeżach Wdzydzkiego Parku Krajobrazowego, wchodzi w skład sołectwa Raduń.
W latach 1975–1998 miejscowość położona była w województwie gdańskim.